# Folke Tersman

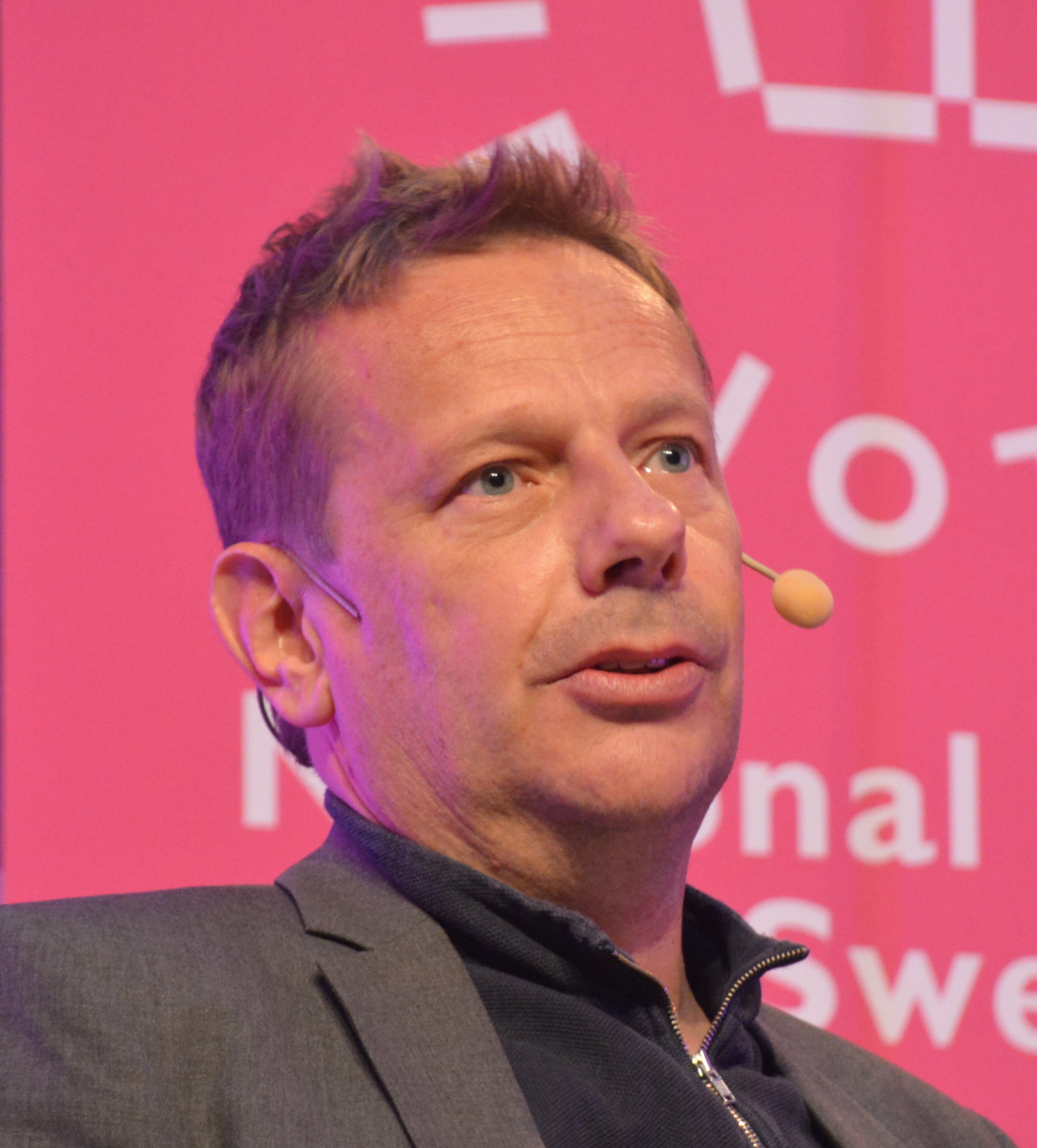
Folke Tersman på Bokmässan 2016.

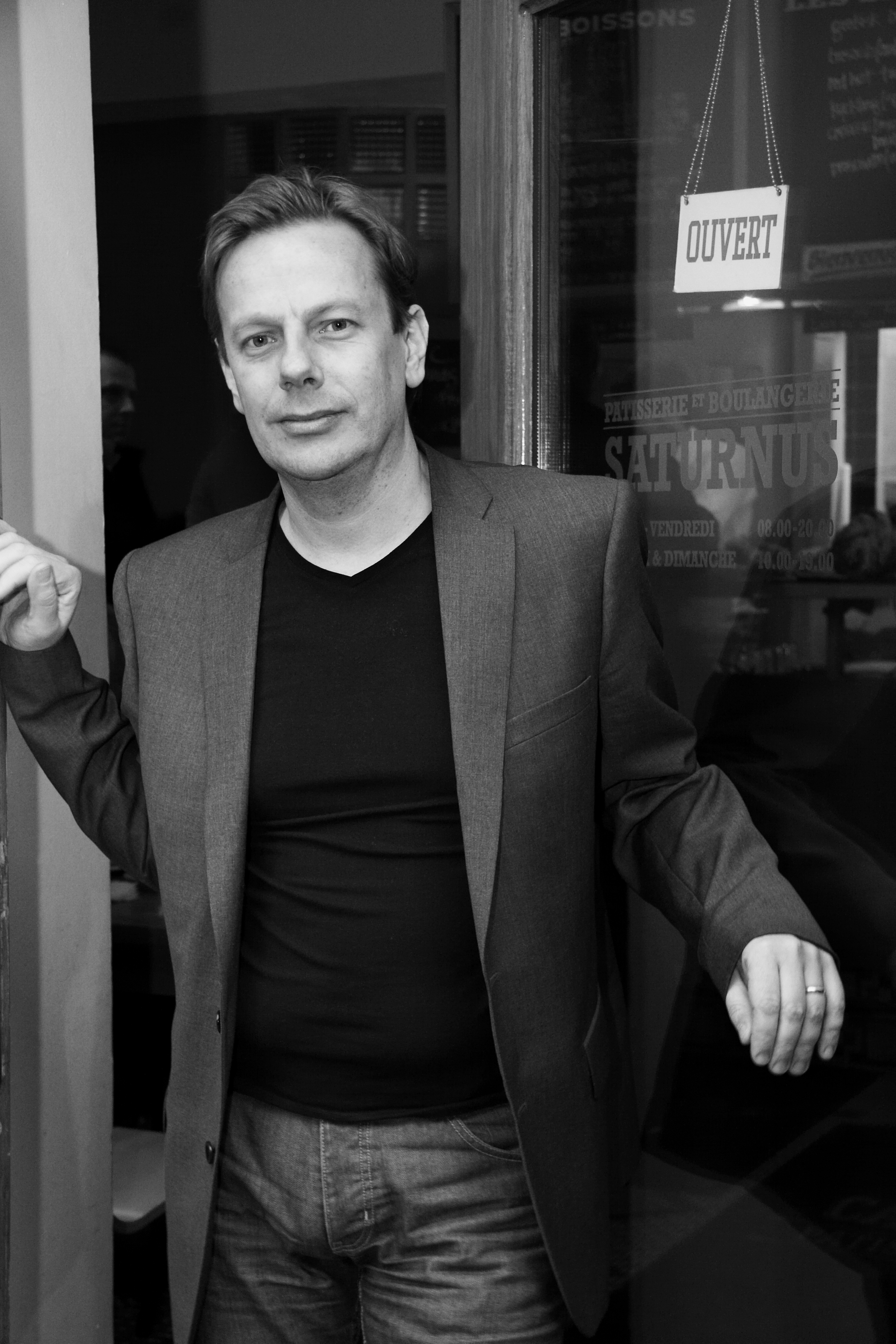
Folke Tersman.

Folke Tersman, född 1964, är en svensk filosof och forskare. Han är professor och innehavare av lärostolen i praktisk filosofi vid Uppsala universitet sedan 2008. Han är även ställföreträdande VD för Institutet för framtidsstudier. 
Har tidigare arbetat vid Aucklands universitet i Nya Zeeland, Göteborgs universitet och Stockholms universitet. Han är författare till bland annat böckerna Moral Disagreement (Cambridge University Press, 2006), Hur bör du leva? (Wahlström & Widstrand, 2004), Fem filosofiska frågor (Wahlström & Widstrand, 2001), Tillsammans (Bonnier Existens, 2009) samt Reflective Equilibrium (Almqvist & Wiksell International, 1993).. 
Den 11 september 2019 blev Tersman invald i Kungl. Vetenskapsakademien.